# Andrew Strong
Andrew Strong (født 14. november 1973 i Dublin) er en irsk soulsanger. Som 16-årig fik han rollen som Deco Cuffe i musicalfilmen The Commitments (1991), der er baseret på bogen af Roddy Doyle. Filmen er bl.a. kendt for hans fortolkning af "Mustang Sally", og soundtracket blev nomineret til en Grammy Award.
Efter gennembruddet med The Commitments udsendte Andrew Strong sit debutalbum, Strong i 1993. I 1998 sang han duetterne "Every Time You Cry" og "Experience" med den danske sangerinde Jette Torp på hendes album, Here I Am. Efterfølgende skrev han kontrakt med det danske pladeselskab CMC i 2000, og indspillede albummet Out Of Time i Puk-studierne med Jan Sivertsen som producer. Albummet fulgte op på stilen fra The Commitments med fortolkninger af rock-, soul-, og R&B-klassikere, og blev en stor succes i Skandinavien. Albummet solgte 80.000 eksemplarer i Danmark.
Han har turneret med kunstnere som The Rolling Stones, Elton John, Prince, Lenny Kravitz og Bryan Adams.

## Diskografi
- 1993, Strong
- 1996, The Best Of (med The Commitments)
- 2000, Out Of Time
- 2002, Gypsy's Kiss
- 2005, Greatest Hits